# Mikołaj Potocki
Mikołaj Potocki (vers 1595 - 20 novembre 1651), Magnat polonais, hetman de la Couronne (1637-1646), grand hetman de la Couronne (1646-1651), voïvode de Bracław (1636), castellan de Cracovie (1646).
Il fut un grand combattant, capturé lors de la Bataille de Țuțora, réprimait la révolte de Pavlyouk et l'insurrection d'Ostrianine des cosaques enregistrés.

## Sources
- Notices dans des dictionnaires ou encyclopédies généralistes :   - Internetowa encyklopedia PWN
  - Polski Słownik Biograficzny
- Notices d'autorité :   - VIAF
  - ISNI
  - LCCN
  - GND
  - Pologne
  - NUKAT
  - WorldCat

- (en) Cet article est partiellement ou en totalité issu de l’article de Wikipédia en anglais intitulé « Mikołaj Potocki » (voir la liste des auteurs).